# Chancellorsville-i csata
A chancellorsville-i csata (1863. április 30. – május 6.) az amerikai polgárháború egyik csatája volt.
1863. április közepén nyugaton Grant tábornok Vicksburg (Mississippi állam) elfoglalására készített terveket, s újra megmozdult a keleti hadszíntér is. Az északiak a frederickburgi véres vereség után Joseph Hooker vezetésével újjászervezték a Potomac hadsereget, s elárasztották Virginiát, a 130 000 főnyi északi hadsereg megindult Chancellorsville irányába. Chancellorsville akkor még nem egy kis város volt, csak egy csárdaépület és néhány lakóház Bull Run-tól délre, Fredericksburgtől nyugatra. Itt aratott győzelmet Robert E. Lee hadseregtábornok alig 60 000 főnyi hadserege az északiak felett. A győzelem arra ösztönözte a délieket, hogy áthelyezzék a hadszínteret az unionista államok területeire.

## A csata leírása

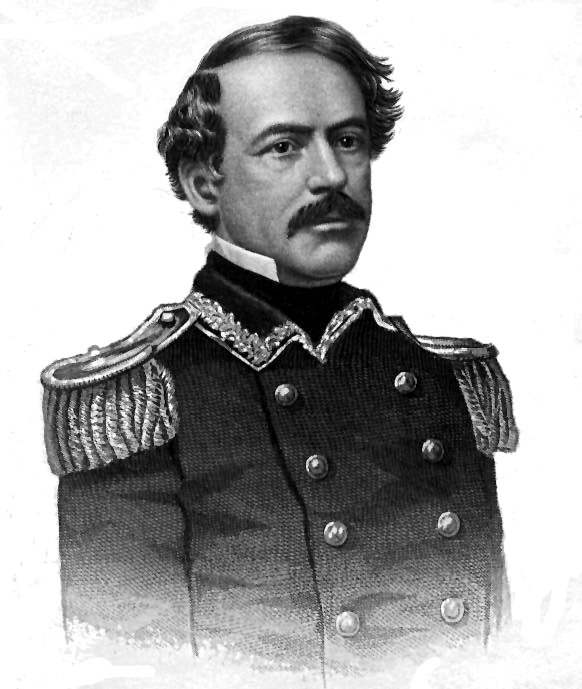
Robert E. Lee, a déliek vezénylő tábornoka

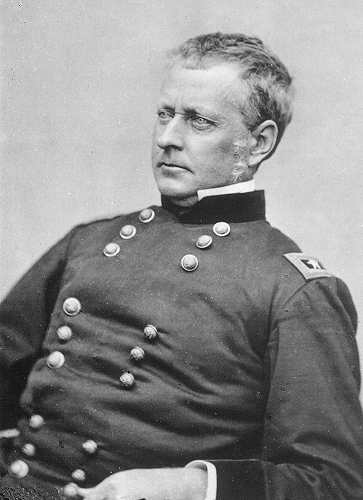
Joseph Hooker, az északiak vezénylő tábornoka a Chancellorsville-i csatában

Joseph Hooker (becenevén „Harcias Joe”) a Potomac hadsereg kinevezett tábornoka kiváló organizátornak bizonyult, gondja volt arra, hogy a katonák mindent megkapjanak (ruha, fegyver, élelem), s gyakorlatoztatta a hadsereget, harcra kész állapotba hozta a lovasságot is, így indult a hadsereg Virginia felé. Hooker egy hadtestet tüntetőleg a fredericksburgi erőd előtt hagyott, majd a fő erőkkel Lee hadseregét szándékozott hátba támadni. Elsőnek a lovasság parancsnoka, George Stoneman kapott utasítást, keljen át a Rappahannock folyón, s vágja el Lee tábornok utánpótlást szállító vasútvonalait, ekkor állt be az első fennakadás, mert a nagy esőzések miatt a megáradt Rappahannock folyón nem tudott átkelni. Lee hadserege Fredericksburg közelében állomásozott. Hooker arra akarta rábírni Lee tábornokot, hogy nyílt terepen vívjon csatát. Hooker abból a célból, hogy uralhassa a Rappahannock folyó átkelő helyeit, ketté osztotta hadseregét, Lee hadserege a két rész közé esett. Eleinte Hooker az ő állásaiból számos Lee mögötti vezető utat uralt. Hooker serege kedvező terepen állomásozott, nyílt vidéken, s mögötte magaslatok, kedvező hely egy sikeres csatához. Aztán Hooker visszavonulást rendelt el Chancellorsville felé. Alárendelt tisztjei igen helytelenítették Hooker e lépését, lejegyezték, hogy például George G. Meade tábornok így kiáltott fel: „Istenem! Ha nem vagyunk képesek tartani a dombtetőt, bizonyosan nem tarthatjuk a domb alját!”
Közben már előnyomultak a Konföderáció seregei, Darius N. Couch északi tábornok azzal a javaslattal sietett Hooker vezetési pontjára, a Chancellor House-hoz, hogy támadják meg az előrenyomuló délieket. Hooker ragaszkodott a Chancellorsville felé való visszavonuláshoz, a Vadonnak nevezett tájegységhez. 1863. április 30-án Hooker befejezte csapatainak felvonultatását, a megkerülő hadtestek nagy nehezen gázoltak át a sűrű aljnövényzeten, amely a terepet borította. Hooker abban a hiszemben volt, hogy bekerítő manővert hajtott végre Lee csapatai ellen. Valójában a felderítő munka gyengesége miatt Hooker nem tudott az ellenség mozgásáról. Lee Jackson lovas altábornagy közreműködésével gondoskodott arról, hogy a déliek hadseregének állásairól Hookert mintegy félretájékoztassa. Lee felderítése annál eredményesebb volt, május 1-jén J.E.B. Stuart jelentette, hogy Hooker jobb szárnya a vadonon kívül áll, nem védi természetes akadály, tehát sebezhető. Lee tábornok és Stonewall Jackson altábornagy hamar kitalálták a haditervet, támadja meg Jackson hadteste Hooker jobb szárnyát.
Veszélyes vállalkozás volt ez, de május 2-án bátran megindult Stonewall Jackson 7.30-kor. Az Unió utóvédjét, Daniel Sickles tábornok hadosztályát lepte meg, Sickles nem jött rá, hogy mi az oka Jackson megjelenésének ebben a körzetben. Alkonyatkor Jackson már elérte Oliver Howard XI. hadteste ezredeinek táborhelyeit. Howard hadteste főleg német katonákból állt, fegyvereiket gúlákba rakták, s főzték a vacsorájukat, mire az állatvilág menekülésére lettek figyelmesek, előbb a szarvasok, majd a nyulak, aztán a mókusok következtek, még fel sem ocsúdtak, amikor már felhangzott a déliek csatakiáltása, s óriási lett az északiak közt a zűrzavar, menekültek a fák közé, majd lassan megálltak, s kezdtek visszalőni.

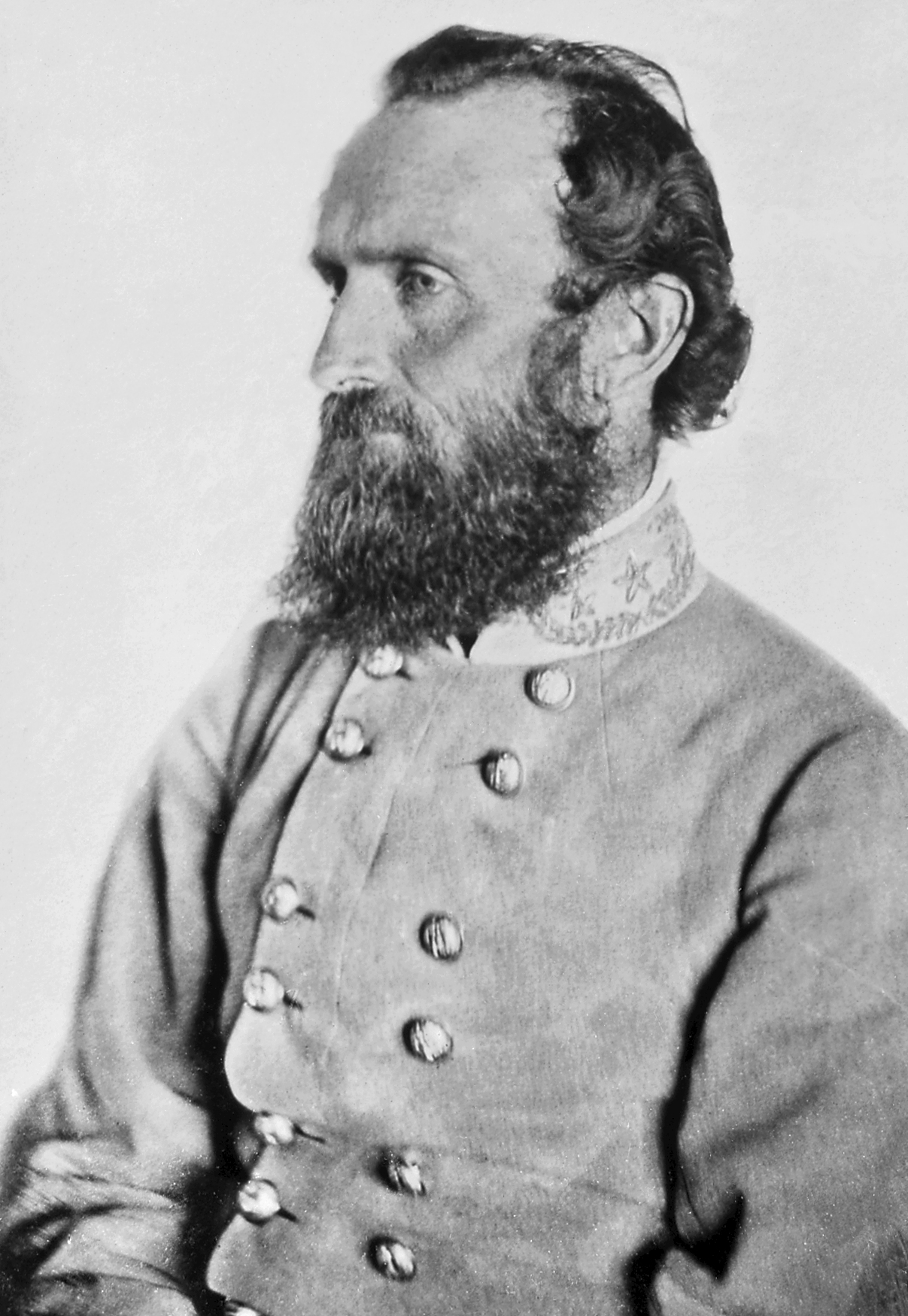
Stonewall Jackson, a déliek altábornagya, Lee "jobb keze"

1863. május 2-án este Stonewall Jackson és pár embere előbbre ment saját csapataiknak őrvonalán, hogy felderítsék az északiak hadállásait, vissza felé jövet az erős alkonyi félhomályban Ambrose Powell Hill déli altábornagy hadosztályának gyalogosai ellenségnek vélték, s rálőttek, Jackson két tisztjét agyonlőtték, Jackson is komoly lövéseket kapott, egy lövés a jobb kezében akadt meg, a másik lövés átment a bal csuklóján, a harmadik lövés a könyöke és a válla közt szilánkosan sebesítette meg a csontot. Társai elsősegélyben részesítették, majd hordágyon vitték a Wildernes Tavern közelében felállított tábori kórházba, ez sem volt egyszerű, mert most meg az unionisták tüze alá kerültek a hordágyvivők. A korszak lehetőségeinek megfelelően ellátták az altábornagyot, jobb kezéből kioperálták a golyót, bal karját amputálták majdnem vállból. 1863. május 10-én seblázban halt meg, utolsó szavai ezek voltak: „Keljünk át a folyón, s pihenjünk le a fák árnyékában.” Jackson közmondássá emelkedett szavai nyomán adta Ernest Hemingway 1950-ben egyik egyik híres háborús regényének azt a címet, hogy A folyón át a fák közé (Across the River and Into the Trees).
1863. május 3-án Lee felújította a támadást Hooker csapatai ellen, Jackson hadtestének élére J. E. B. Stuartot állította és utasította, hogy egyesítse az Észak-virginiai hadsereg két felét. Lee merész támadásai megviselték Hookert dacára annak, hogy nagy létszámfölényben volt. Most már csak arra összpontosított, hogy eredeti állásait megtartsa, feladta a Hazel Grove-i hadállásokat, azokat a déliek hamarosan elfoglalták, majd tovább támadtak a Fair View nevű dombtetőért, az unionisták elkeseredetten küzdöttek a Vadon dús növényzettel borított erdeiben, végül Fair View állásaikat is feladták. Már ontották a tüzet a déliek az északi harcosokra. Hooker vezetési pontja, a Chancellor House is találatot kapott, Hooker nem sérült meg, de a törmelék maga alá temette, onnan kába állapotban emelték ki. 1863. május 3. véres vasárnap volt az unionisták számára.
Május 4-én és május 5-én Hooker hagyta John Sedgwick tábornokot segítség nélkül csatát vívni Salem Churchnél, holott korábban ő küldte oda a hadtestet Frederickburghöz. Május 5-én elrendelte hadseregének visszavonulását a Rappahannock folyó északi partjára, ahonnan egész télen figyelték a délieket. A vereség már nem is lehetett teljesebb és nyilvánvalóbb. Hooker seregét megmentette, hogy a Rappahannock folyó áradni kezdett, s a déliek nem tudták üldözőbe venni a vert északi sereget. Mindkét fél vesztesége jelentős volt, a csatatereken 12-12 000 katona feküdt holtan vagy sebekkel borítottan. A chancellorsville-i csata már modern csatának tűnt számos előző ütközet napóleoni jellegű rohamaival szemben, itt már nem voltak katonazenétől lelkesített előrenyomuló hosszú oszlopok. Nem is látszott az ellenség, csak füst, bokrok, s a felbukkanó harcosok százai. A polgárháború mind gépiesebb, öldöklőbb modern csaták sorozatává vált, s a veszteséglisták fájdalmasan hosszúra nyúltak.

## A csata emlékezete
A chancellorsville-i csata emlékezetét őrzi a Fredericksburg és Spotsylvania Nemzeti Katonai Park, amelyet 1927-ben létesítettek azon csaták emlékezetére, amelyek Fredericksburgben és Spotsylvania megyében (Virginia) zajlottak le az amerikai polgárháború idején.